# Bienal de Coruche
A Bienal de Coruche é uma exposição de arte contemporânea dedicada às artes plásticas, nomeadamente na área de pintura, desenho e técnicas mistas, realizada desde 2003. Esta ocorre de dois em dois anos na vila de Coruche, em Portugal, no mês de Outubro. Com já seis anos de existência, marca a diferença ao ser realizada fora dos dois grandes pólos de Portugal, Lisboa e Porto.

## História
A Bienal de Coruche foi fundada pelo Arq.º Carlos Janeiro em 2003 e lançada com o auxílio de Domingos Francisco, director do Museu Municipal de Coruche na altura. Esta passou depois a ser organizada em conjunto pela Câmara Municipal de Coruche e pelo Museu Municipal de Coruche a cada dois anos.

## Objectivos
Sob a temática "Novas Figurações", surgiu como forma de promover uma educação estética e de sensibilizar um público que tinha um contacto restricto com as artes plásticas, em particular com a arte contemporânea. De igual modo, pretende alcançar um padrão de qualidade e ser um meio de novos artistas darem-se a conhecer, estimulando assim a prática artística, e sendo um lugar para que artistas com já algum reconhecimento mostrem o seu trabalho.

## Edições
- 1.ª Edição: 11 de Outubro e 9 de Novembro de 2003
- 2.ª Edição: 14 de Outubro a 6 de Novembro de 2005
- 3.ª Edição: 4 a 21 de Outubro de 2007
- 4.ª Edição: 2 a 18 de Outubro de 2009
- Em 2011 a organização da Bienal de Coruche decide atribuir um lugar de destaque aos artistas distinguidos nas quatro edições. A exposição "Percursos da Bienal de Coruche" reúne Alexandre Fisga, Gabriel Colaço, Gilberto Colaço, Guilhermina Pereira, Mário Rodrigues, Catarina Lira Pereira, Raquel Gomes, Pedro Almeida, Ambra Zotti, Raquel Oliveira, Frederico Ramires, Cristina Troufa, Daniel David, Mónica Silva, André Banha, José Fonte e Kasia Gubernat num só espaço, a antiga EB1 n.º1 de Coruche.

## Premiados

### 2007
- S/título, de Frederico Ramires (Grande Prémio Bienal de Coruche – BES)
- A Nuvem Passa Mas a Chuva Fica, de Cristina Troufa (Menção Honrosa)
- S/título, de Daniel David Coelho dos Santos (Menção Honrosa)
- Viagem dos Sentidos, de Mónica Carina Palmeira da Silva (Menção Honrosa)

### 2005
- WOW, de Catarina Lira Pereira (Grande Prémio da Bienal de Coruche)
- Espaço Fulgente e (In)florescência, de Raquel Oliveira (Menção Honrosa)
- Manto e Aparência, de Raquel Gomes (Menção Honrosa)
- Mistag, de Mário Araújo (Menção Honrosa)
- S/título, de Pedro Almeida (Menção Honrosa)

### 2003
- S/título, de Alexandre Fisga (Grande Prémio da Bienal de Coruche)
- Bios 32, de Gabriel Colaço e Gilberto Colaço (Menção Honrosa)
- Essência, de Guilhermina Jesus Pereira (Menção Honrosa)
- S/título, de Mário Rodrigues (Menção Honrosa)